# ينس اولسون
ينس اولسون (بالسويدية: Jens Olsson)‏ هو لاعب كرة الريشة سويدي، ولد في 15 ديسمبر 1964 في Vänersborg ‏ في السويد.

## وصلات خارجية
- ينس اولسون على موقع BWF.tournamentsoftware.com (الإنجليزية)
- ينس اولسون على موقع BWFbadminton.com (الإنجليزية)
- ينس اولسون على موقع اللجنة الأولمبية الدولية (الإنجليزية)
- ينس اولسون على موقع أوليمبيديا (الإنجليزية)
- ينس اولسون على موقع اللجنة الأولمبية السويدية (السويدية)